# Foregone
Foregone är In Flames fjortonde studioalbum. Albumet gavs ut den 10 februari 2023 på skivbolaget Nuclear Blast. Albumet producerades av Howard Benson.

## Låtlista
| Nr           | Titel                       | Längd |
| ------------ | --------------------------- | ----- |
| 1.           | The Beginning of All Things | 2:13  |
| 2.           | State of Slow Decay         | 3:58  |
| 3.           | Meet Your Maker             | 3:57  |
| 4.           | Bleeding Out                | 4:01  |
| 5.           | Foregone, Pt. 1             | 3:24  |
| 6.           | Foregone, Pt. 2             | 4:30  |
| 7.           | Pure Light of Mind          | 4:26  |
| 8.           | The Great Deceiver          | 3:45  |
| 9.           | In the Dark                 | 4:17  |
| 10.          | A Dialogue in B Flat Minor  | 4:28  |
| 11.          | Cynosure                    | 4:05  |
| 12.          | End the Transmission        | 3:42  |
| Total längd: | Total längd:                | 46:46 |

## Musiker
- Anders Fridén – sång
- Björn Gelotte – sologitarr
- Chris Broderick – kompgitarr
- Bryce Paul – basgitarr, bakgrundssång
- Tanner Wayne – trummor